# Valdecaballeros
Valdecaballeros là một đô thị trong tỉnh Badajoz, Extremadura, Tây Ban Nha. Theo điều tra dân số 2006 (INE), đô thị này có dân số là 1264 người.
39°14′B 05°11′T / 39,233°B 5,183°T